# Organisationshaft
Organisationshaft ist die vorübergehende Freiheitsentziehung eines rechtskräftig verurteilten Straftäters in einer Justizvollzugsanstalt, wenn gegen den Straftäter neben einer Freiheitsstrafe eine so genannte Maßregel der Besserung und Sicherung angeordnet worden ist. 
Es gilt der Grundsatz, dass die Maßregel grundsätzlich vor der Freiheitsstrafe zu vollziehen ist.
Der Verurteilte, welcher sich zum Zeitpunkt der Rechtskraft der Entscheidung in einer Justizvollzugsanstalt befindet, wird solange in der Organisationshaft festgehalten, bis er zur Therapie in ein psychiatrisches Krankenhaus oder eine Entziehungsanstalt eingewiesen werden kann. Diese Organisationshaft ist dann nach Abschluss des Maßregelvollzuges in Anrechnung zu bringen. Eine Anrechnung auf die Maßregel scheidet aus.
Für die Organisationshaft ist keine besondere Dauer festgeschrieben. Die früher für zulässig gehaltene Höchstdauer von drei Monaten („Organisationsfrist“) ist aber nicht mehr anwendbar. Vielmehr darf die Organisationshaft nicht mehr vollzogen werden, wenn ein Platz im Maßregelvollzug zur Verfügung steht oder die Strafvollstreckungsbehörden die Bemühung um einen Platz verzögern.
Die Organisationshaft ist nach Ansicht des Bundesverfassungsgerichts nicht grundsätzlich verfassungswidrig. Die Strafvollstreckungsbehörde muss sich aber beschleunigt um die Unterbringung im Maßregelvollzug bemühen. 
Soweit die Organisationshaft zulässigerweise vollzogen wird, sind auf die Ausgestaltung des Vollzugs die Bestimmungen des Strafvollzugsgesetzes anwendbar.